# Работническа искра (1909 – 1911)
„Работническа искра“ с подзаглавие Защитник на работническите интереси в Турция е български двуседмичен вестник за социалистическа пропаганда сред населението в Македония и Одринско.
Орган е на Македоно-одринската социалдемократическа група. Мотото на вестника е „Работници от всички страни, съединявайте се“. Излиза от 1 януари 1909 до 20 май 1911.
Редактиран е от Васил Главинов (отговорен редактор) в Битоля и Солун, печатан първоначално в печатници „Балкан“ (I 16 – 18), „Витоша“ (I 19 – 22) и Партийна социалистическа печатница (II 1 – 18, III 3) в София, а по-късно – в „Йордан Ярцев“ (II 19 – 22) и „Аквароне“ (III 2) в Солун. Излиза на 1 и 15 число в месеца. Общо излизат 49 броя.
| Годишнина | Броеве  | Дата                             |
| --------- | ------- | -------------------------------- |
| I         | 1 – 24  | 1 януари 1909 – 18 декември 1909 |
| II        | 1 – 22  | 9 януари – 23 декември 1910      |
| III       | [1] – 3 | [април] – 20 май 1911            |

От I 16 редакторът е необозначен. От II 19 редактор е Милан Янев. От II 3 адресът на редакцията е Д. Тошев.
В програмната статия „Нашите задачи“ се казва:
| „ | Нашата задача е да будим класовото съзнание у работниците в Македония и Одринско и изобщо в Турция... Обаче само организирането на работниците, било в икономически организации, т.е. в синдикати, било в политически организации, т.е. в партийни съвсем не стига; покрай организирането на работниците необходимо е и друго нещо. Това необходимо нещо е проникването на работническите организации с класово съзнание или, другояче казано, с учението на работническата класа, на пролетариата в целия свят, което се казва социалистическото учение или социализма... И така, задачата на „Работническа искра“ е да буди класовото съзнание всред работниците в Турция и специално в Македония и Одринско, да пръска между тях искрата на социалистическото учение и по такъв начин да разсейва мъглите и заблужданенията, които пръскат всред младото и неопитно работническо движение в Турция разни политикани под маската на „работнически приятели“ и дори под маската на „социалисти“. | “ |

Вестникът излиза с подкрепата на БРСДП (т.с.) и осветлява от марксистки позиции политическото и икономическото положение в Османската империя след Младотурския преврат. Пропагандира обединението на социалдемократическите групи в империята в Работническа социалдемократическа партия в Македония и Одринско и се опитва да откъсне работниците от влиянието на „буржоазните“ партии. Критикува младотурския режим, като сочи, че от него работническата класа не може да очаква подобрение на положението си. Вестникът воюва и срещу реформизма в работническото движение. Има негативно отношение към федералистите – Яне Сандански и Димитър Влахов.
От септември 1909 година „Работническа искра“ започва да издава „Библиотека Работническа искра“, като първи номер е брошурата „Работнически катехизис“ на български и турски. В навечерието на първи май 1909 година излиза със специален първомайски брой.
В уводната статия „Партиите и работниците“ от бр. №4 (Битоля, 5 ноември 1909), Васил Главинов дава своя характеристика на НФП (българска секция) и Съюза на българските конституционни клубове. И двете български партии според вестника, първата, като представителка на дребната буржуазия, а втората – на едрата, са националистически партии и желаят да се обединят със свободните си братя от България.